# باريس بينيت
باريس بينيت (بالإنجليزية: Paris Bennett)‏ هي مغنية وموسيقية أمريكية، ولدت في 21 أغسطس 1988 في روكفورد في الولايات المتحدة.

## وصلات خارجية
- باريس بينيت على موقع IMDb (الإنجليزية)
- باريس بينيت على موقع ميوزك برينز (الإنجليزية)
- باريس بينيت على موقع قاعدة بيانات الفيلم (الإنجليزية)